# Negociação
Negociação é “um processo de comunicação." 
Negociação  é também "um processo de interação social, que envolve duas ou mais pessoas, a respeito de seus interesses, identidades e cognição, dedicadas ao alcance de um acordo sobre a substância negociada através de ganhos mútuos."
Negociação é uma forma de resolução de conflitos em que as partes dialogam diretamente. Ou seja, ao oferecer o serviço de negociação online, terceiros não interferem nas propostas de ambas as partes, somente oferecem meios para que essas propostas sejam levadas para a parte contrária de uma forma mais fácil. 
É uma prática utilizada para solucionar conflitos de naturezas diversas, entre elas questões pessoais, profissionais, políticos, comerciais, diplomáticos, institucionais, gerenciais, jurídicos, trabalhistas, de libertação de reféns, etc. Diante dessa grande variedade de contextos, existem muitas definições e formas diferentes de abordar o assunto.
Um dos relatos que envolve a prática de negociação está descrito na história judaico-cristã de Esaú e Jacó, o qual ilustra aspectos fundamentais da negociação: o propósito, os interesses, a oportunidade, a persuasão, a troca e a ética.

## Tipos de negociação
A Negociação pode ser classificada (a) quanto ao número de assuntos negociados , ou (b) quanto ao número de assuntos negociados e número de negociadores. Quanto ao número de assuntos negociados, podem ser classificadas em distributivas, onde "uma única questão, como dinheiro, que está em disputa" (p.33), ou integrativas "na qual existem duas partes e várias questões a serem negociadas” (p.131). Quanto ao número de assuntos e negociadores (b), a negociação pode ser classificada de acordo com a Matriz dos Quatro Tipos de Negociação, assim dispostos: (i) Negociação Tipo I: duas partes, um assunto negociado. (ii) Negociação Tipo II: duas partes, múltiplos assuntos negociados. (iii) Negociação Tipo III: múltiplas partes, um assunto negociado. (iv) Negociação Tipo IV: múltiplas partes, múltiplos assuntos negociados."

## Negociações quanto ao número de assuntos negociados

### Negociação distributiva
As negociações distributivas envolvem apenas uma questão, normalmente relacionada um item apenas, geralmente valores. Como exemplo de sua aplicação pode-se citar a compra ou venda de um carro, em que a única questão a ser negociada é o valor do automóvel. Normalmente essa negociação é conduzida em um ambiente competitivo. Cada parte apresenta uma abertura e planeja-se para não ultrapassar determinado valor limite. 

### Negociação Integrativa
As negociações integrativas envolvem diversas questões. Como exemplo de aplicação pode-se citar a mesma compra ou venda de um carro, mas ao invés de negociar apenas o valor do automóvel, negocia-se também o prazo de pagamento, a inclusão de certos acessórios, a data de entrega, etc. Essa negociação pode ser conduzida tanto em um ambiente competitivo como colaborativo. No ambiente competitivo, torna-se mais difícil para as partes alcançarem um bom resultado, devido à omissão ou distorção de informações ou a manobras para adquirir poder de influência. No ambiente colaborativo, em que ambas as partes são mais transparentes na divulgação de seus interesses, limites e prioridades, são criadas as condições ideais para uma solução ganha-ganha.
A negociação integrativa, pois, baseia-se principalmente na cooperação, as partes interessadas buscam satisfazer os interesses de cada uma para chegar a um acordo, obtendo o máximo de benefícios possíveis. Assim, o objetivo principal das negociações é resolver conflitos entre partes que defendem seus próprios interesses, no âmbito dos recursos, bens e valores, sejam eles tangíveis ou intengíveis. 
Em um jogo de soma-zero, o aumento do lucro de um significa a diminuição do lucro do outro - típica relação "ganha-perde" - não há portanto ganho líquido na rede a ser repassado ao usuário final.  Uma pessoa prejudica e é prejudicada por outra, de modo que todas perdem no final. É o caso de uma guerra, ou um jogo de xadrez por exemplo.  Muitos dos jogos estudados pelos pesquisadores da Teoria dos jogos (incluindo o famoso "dilema do prisioneiro") são jogos de soma diferente de zero. Porque algumas saídas têm resultados combinados maior ou menor que zero. Informalmente, em jogos de soma diferente de zero, o ganho de um dos jogadores não necessariamente corresponde à perda dos outros e esses jogos são utilizados nas negociações integrativas. 

## Negociações quanto ao número de assuntos negociados x negociadores

### A Matriz dos Quatro Tipos de Negociação
Uma negociação, seja distributiva ou integrativa, não contempla a quantidade de partes em uma determinada negociação. Considere uma negociação de um item, a compra de um carro, negociada entre comprador e vendedor. Agora, considere a mesma negociação (distributiva), efetuada entre uma centena de partes. O modelo distributivo-integrativo não abrange a complexidade provocada pelo aumento do número de partes numa dada negociação.
Portanto, em casos onde o número de negociadores possui relevância para o processo em questão, a Matriz dos Quatro Tipos de Negociação  é o modelo bidimensional que inclui, além do número de assuntos negociados, o número de partes num determinado processo de negociação.

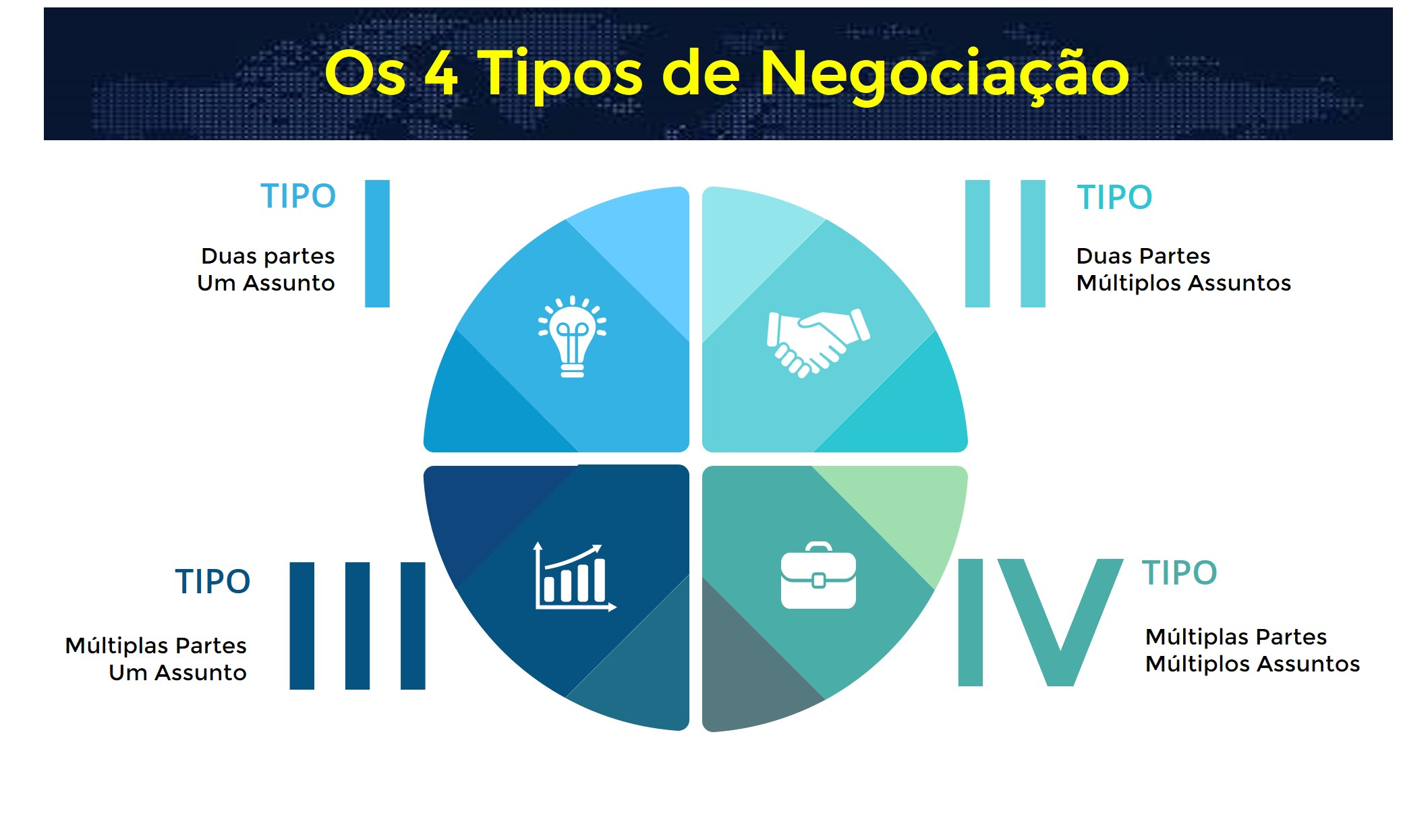
A Matriz dos Quatro Tipos de Negociação. Fonte: Dias, 2020.

A Matriz dos Quatro Tipos de Negociação, por sua vez, está distribuída em quatro tipos de negociação, a saber: 
·    Tipo I: duas partes, um assunto negociado.
·    Tipo II: duas partes, múltiplos assuntos negociados.
·    Tipo III: múltiplas partes, um assunto negociado.
·    Tipo IV: múltiplas partes, múltiplos assuntos negociados.
           A Matriz dos Quatro Tipos de Negociação acomoda todas as formas possíveis de negociação, independentemente de gênero, idade, negócios, indústria, serviços, fatores disposicionais ou circunstanciais.

## Elementos
Os principais elementos presentes na negociação são os seguintes:
- Natureza do objeto: quando o objeto de negociação é qualitativo, devemos considerar as variáveis elasticidade (medida do objeto mudar de tamanho e qualidade após o acordo) e tangibilidade (concretude), sendo que quanto mais intangível, maior a dificuldade da negociação; se for quantitativo, por sua vez, consideramos as variáveis utilidade (benefícios ou prejuízos para as partes envolvidas com a negociação) e jogo (de soma estável, quando o objeto é constante, e de soma variável, quando se altera durante o acordo).

- Perfis e Papéis dos Negociadores: negociador posicional (mais dogmático, fixo) e flexível (mais pragmático).

- Poder de barganha: entendido pelos critérios BATNA – Best Alternative To non-Agreement  (quanto melhores e maiores forem as oportunidades fora da mesa de negociação para não negociar, maior o poder de barganha dele) e custo de oportunidade (não acordo para ambas as partes negociadoras). Portanto, é fundamental saber quais são as alternativas e margens de negociação.

- Posições: soluções preconcebidas para se obter um determinado resultado, defendidas em uma negociação, como dinheiro, prazos, condições e garantias.

- Interesses: motivos que sustentam as posições adotadas por um negociador, formados pelos desejos, preocupações, crenças conscientes, temores e aspirações.

- Abertura: primeiro valor apresentado por uma das partes, em uma negociação distributiva.

- Valor limite: valor mínimo (para vendedores) ou máximo (para compradores) que não deve ser ultrapassado, em uma negociação distributiva.

- MACNA (Melhor Alternativa em Caso de Não Acordo): termo derivado do inglês BATNA (Best alternative to a negotiated agreement)[11]. Trata-se de uma alternativa (fora da mesa) caso a negociação entre num impasse e não se concretize nenhum acordo.

- Concessão: ato ou efeito de ceder algo de sua opinião ou direito à outra parte. Na negociação distributiva as concessões ocorrem por meio da redução nos valores negociados. Na negociação integrativa as concessões ocorrem por meio da troca.